# آرثر لامب
آرثر لامب (بالإنجليزية: Arthur Lamb)‏ (17 ديسمبر 1868 في المملكة المتحدة - 26 يوليو 1908) هو لاعب كريكت بريطاني (وحمل سابقاً جنسية المملكة المتحدة لبريطانيا العظمى وأيرلندا). لعب مع نادي مقاطعة لانكشر للكريكت ‏.

## وصلات خارجية
- آرثر لامب على موقع إي آس بي آن كريك إنفو (الإنجليزية)